# Murailles de Pari
Les murailles de Pari (en italien : Mura di Pari) constituent le système défensif de Pari, une frazione de la commune de Civitella Paganico (province de Grosseto), en Toscane. 

## Histoire
Les murailles ont été construits au milieu du XIIe siècle pour protéger le centre de Pari, situé sur une colline dans une position stratégique par rapport à la vallée de l'Ombrone. La construction du système défensif a été voulue par les Ardengheschi (it), qui ont contrôlé le village depuis ses origines jusqu'au milieu du XIIIe siècle.
Passé ensuite à d'autres familles et faisant partie de la république de Sienne, le village a continué à être protégé par les murs d'enceinte d'origine, qui n'ont cependant pas été réaménagés avec des interventions pour les rendre plus fortifiés, comme cela se produisait entre la fin du Moyen Âge et la période de la Renaissance dans d'autres centres de la région.

## Description
Les murailles de Pari se développent le long d'un périmètre à peu près elliptique.
Recouvertes de pierre à l'origine, elles possèdent certains pans de courtine qui ont conservé intact leur aspect médiéval ; d'autres parties au cours des siècles sont restées adossées ou incorporées aux murs extérieurs des bâtiments du centre historique, qui sont en fait devenus partie intégrante des murs d'enceinte.
L'accès au village était à l'origine possible par deux portes, la Porta Grossetana au sud-ouest et la Porta Senese à l'est, dont il ne reste que quelques traces.

## Galerie

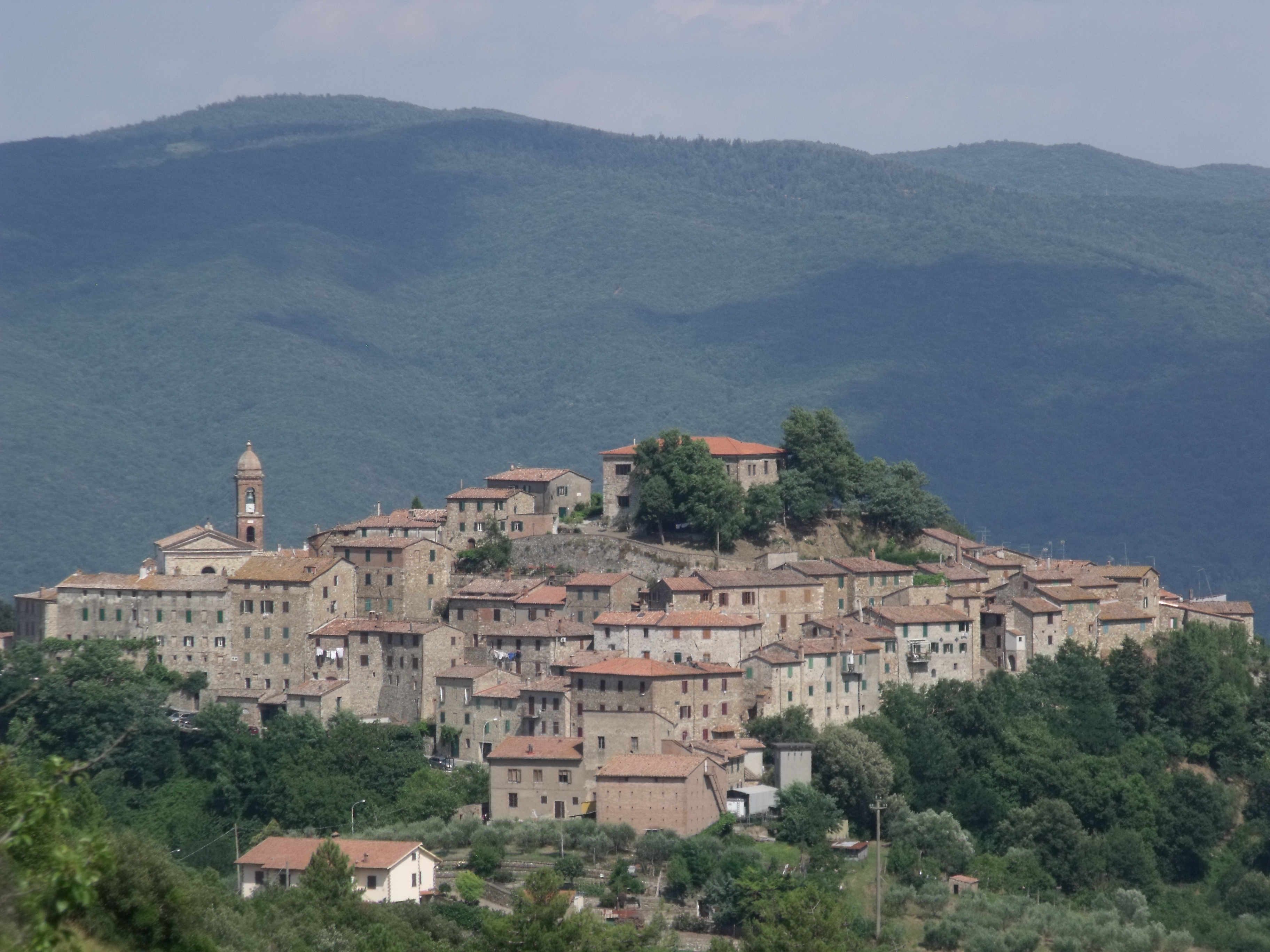
Vue de la ville.
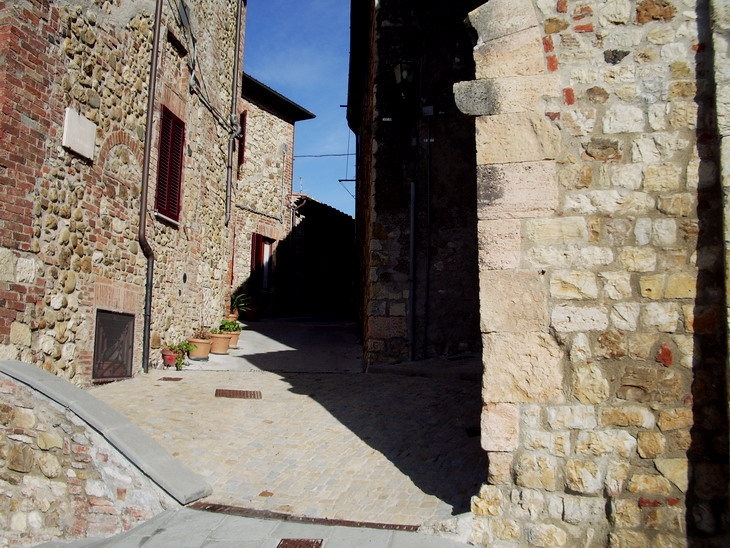
Vestiges de la Porta Grossetana.
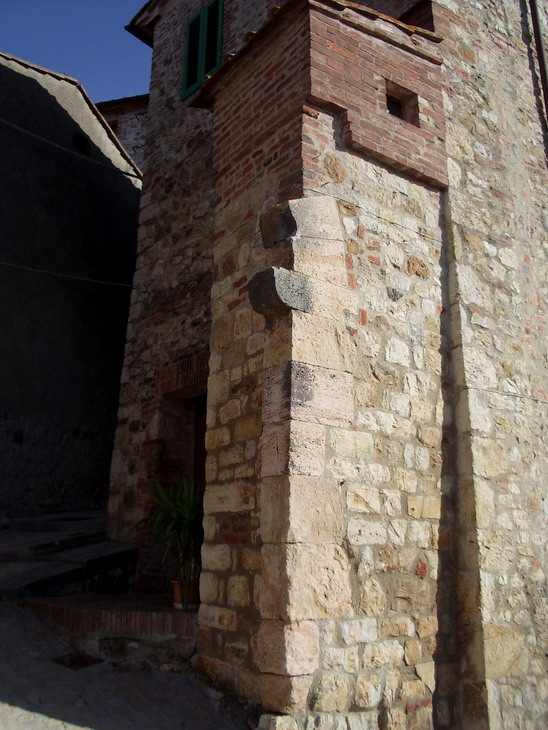
Montant de la Porta Grossetana.
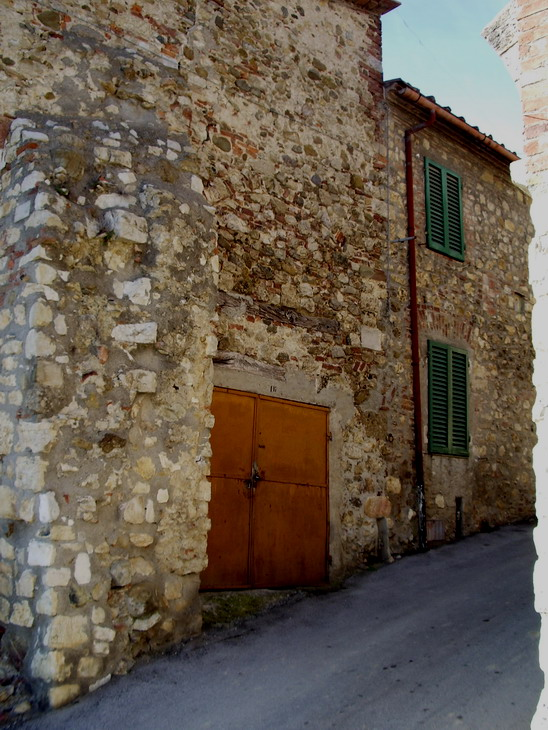
Vestiges de la Porta Senese.